# Villa Gesell
Villa Gesell – miasto w Argentynie, położone we wschodniej części prowincji Buenos Aires.

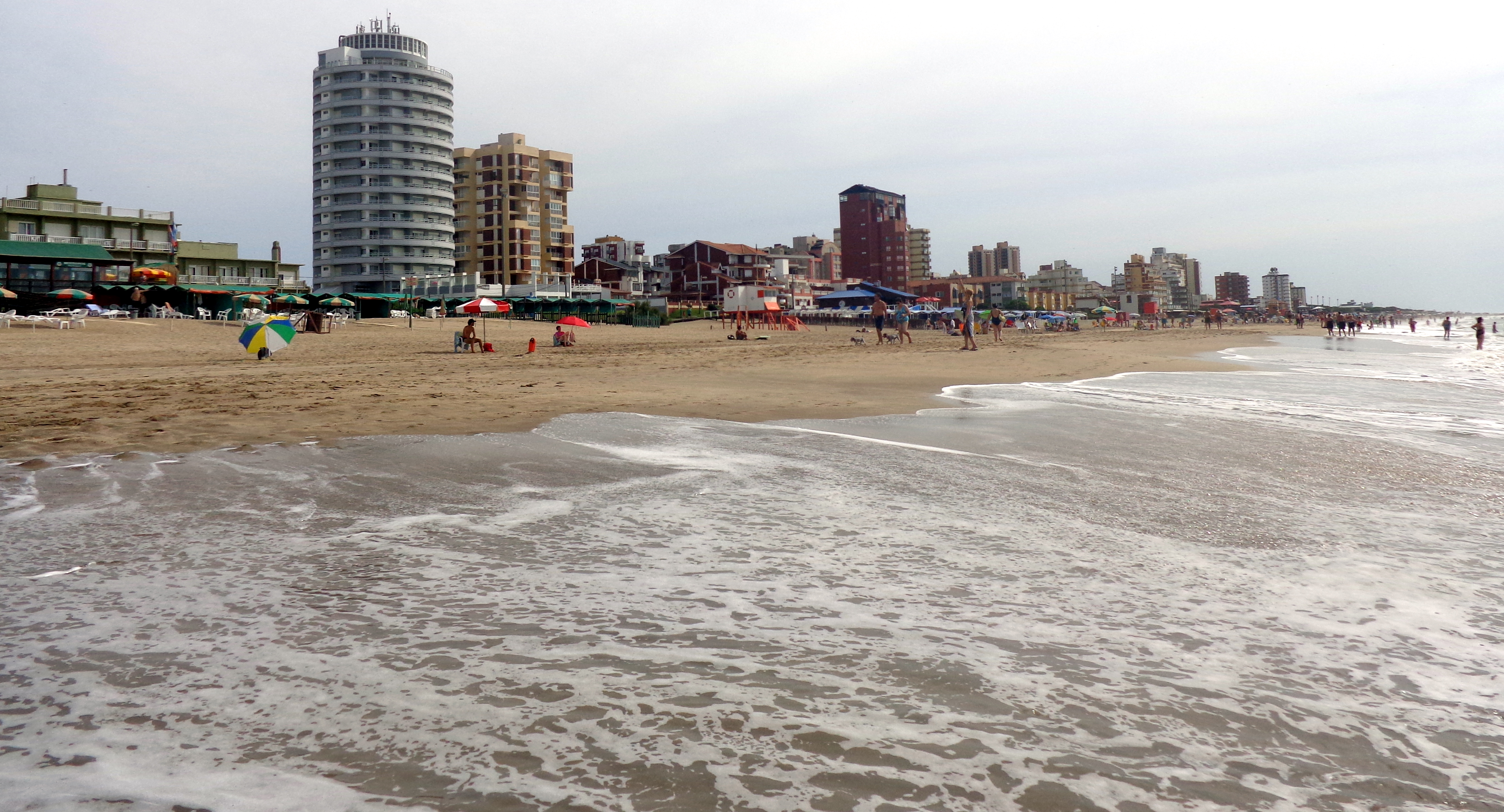
Plaża Villa Gesell

## Opis
Miejscowość została założona w 1931 roku. W odległości 376 km od miasta, znajduje się aglomeracja i stolica kraju Buenos Aires. W mieście znajduje się port lotniczy. Przez miasto przebiega też droga krajowa RP11. Obecnie Villa Gesell jest znaną miejscowością wypoczynkową, położoną nad Atlantykiem.

## Atrakcje turystyczne
- Villa Gesell Beach - plaża,
- Aventura en el Bosque Park - Park z dziką przyrodą,
- Juguelandia - Park rozrywki.

## Demografia
.